# Ljuboten

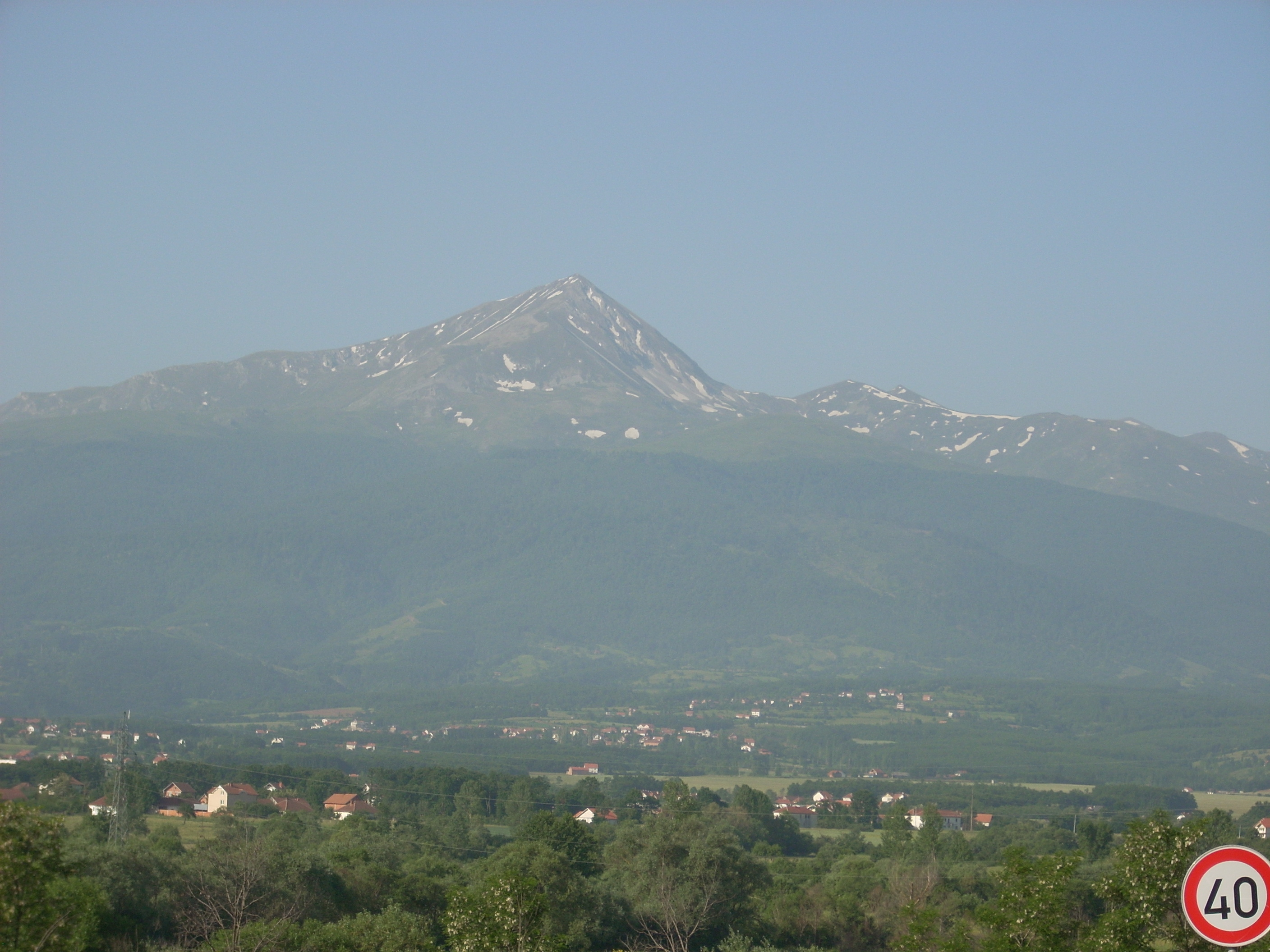
Vista del pico Ljuboten.

Ljuboten (Macedonio Љуботен; Serbio Љуботан, Ljubotan) es un pico de la montaña Sǎr situado en la frontera de Macedonia del Norte y Serbia. Su altura es de 2.498 m.

## Información principal
En el lado macedonio de este bello pico están emplazados varios de los lugares más significativos: los albergues "Ljuboten", Shija Ljubotenska (Inglés Ljuboten's Neck), Kozja Karpa (Goat's Rock), Shiljast Kamen (Pointed Rock) y Rogacevski Korita.
Ljuboten es el destino favorito de muchos alpinistas de Europa. Sus terrenos son ricos, con praderas, pero también hay partes rocosas. Livadicko Ezero (el lago Livadica) y unos cuantos rediles de ovejas se encuentran cerca de la cumbre. En invierno hay cerca de 1 m de nieve en Ljuboten.
El albergue de Ljuboten está en las estribaciones del pico y está conectado por una carretera con Vratnica. Hay de 2 a 3 horas desde Vratnica hasta el albergue de Ljuboten. Este albergue se abre desde marzo hasta noviembre y ofrece alojamiento para 80 a 100 personas.
Cada año, el 2 de agosto, fiesta nacional de Macedonia del Norte, en Ilinden, más de 200 personas disfrutan de la unaturaleza de Ljuboten y de la montaña Sǎr. 
El pico ha sido apodado "Big Duke" ("Gran Duque") por los soldados norteamericanos acantonados en Camp Bondsteel al servicio de la misión KFOR en Kosovo.

## Galería

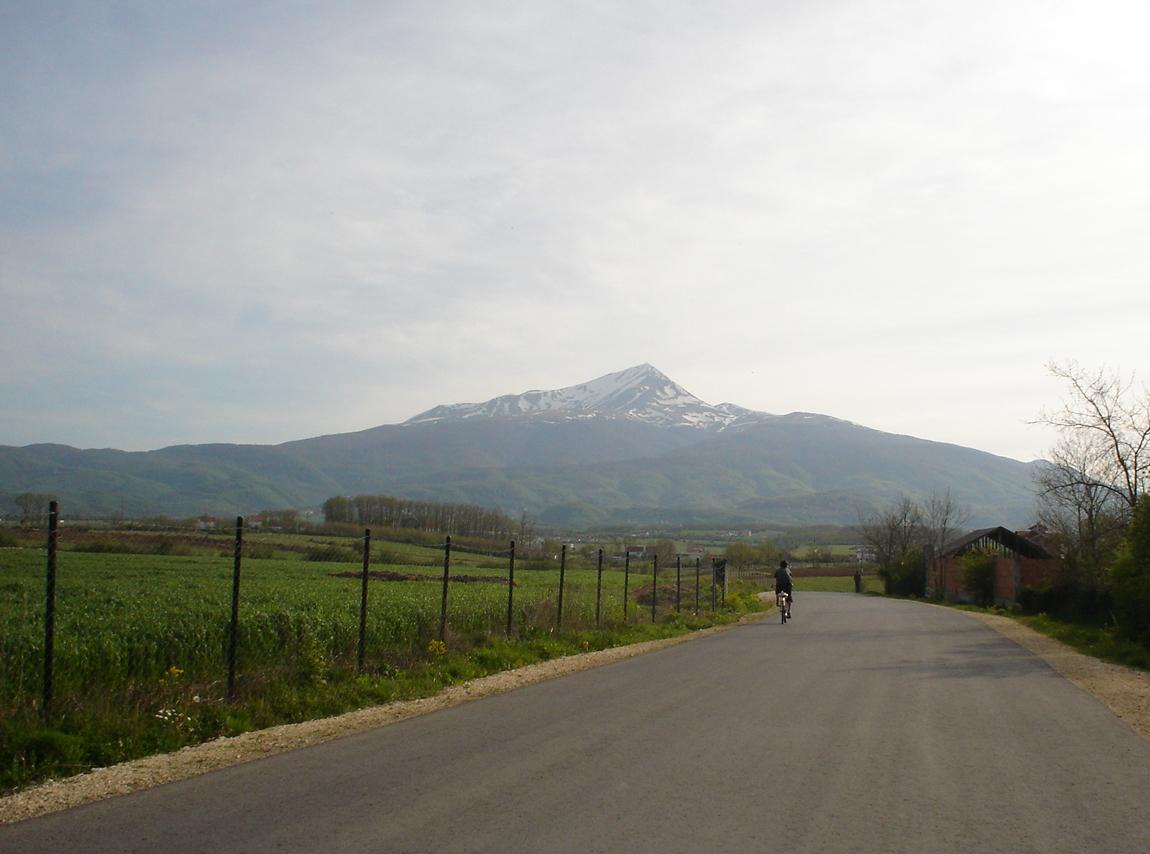
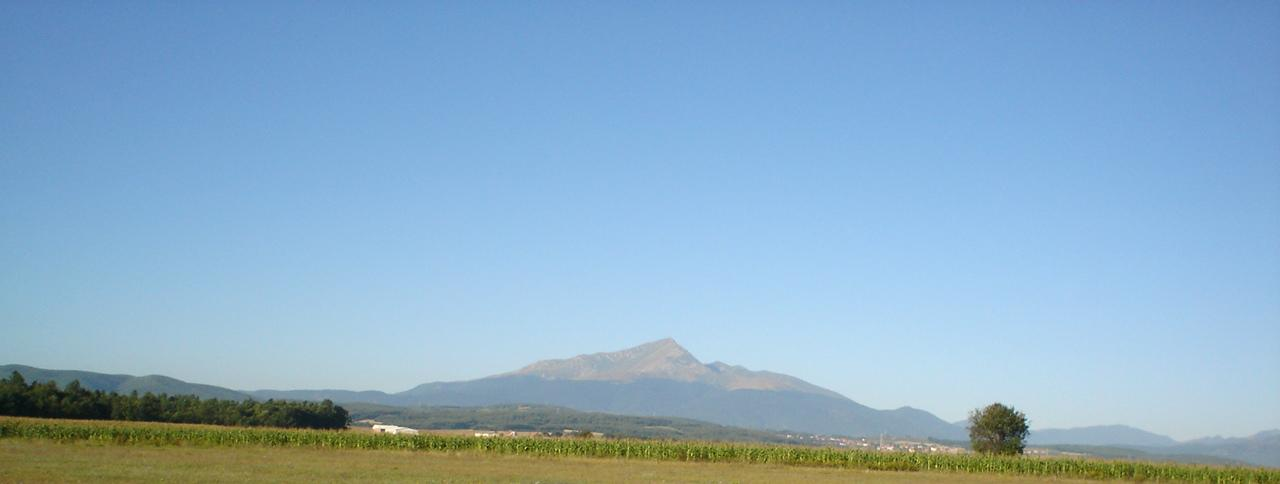
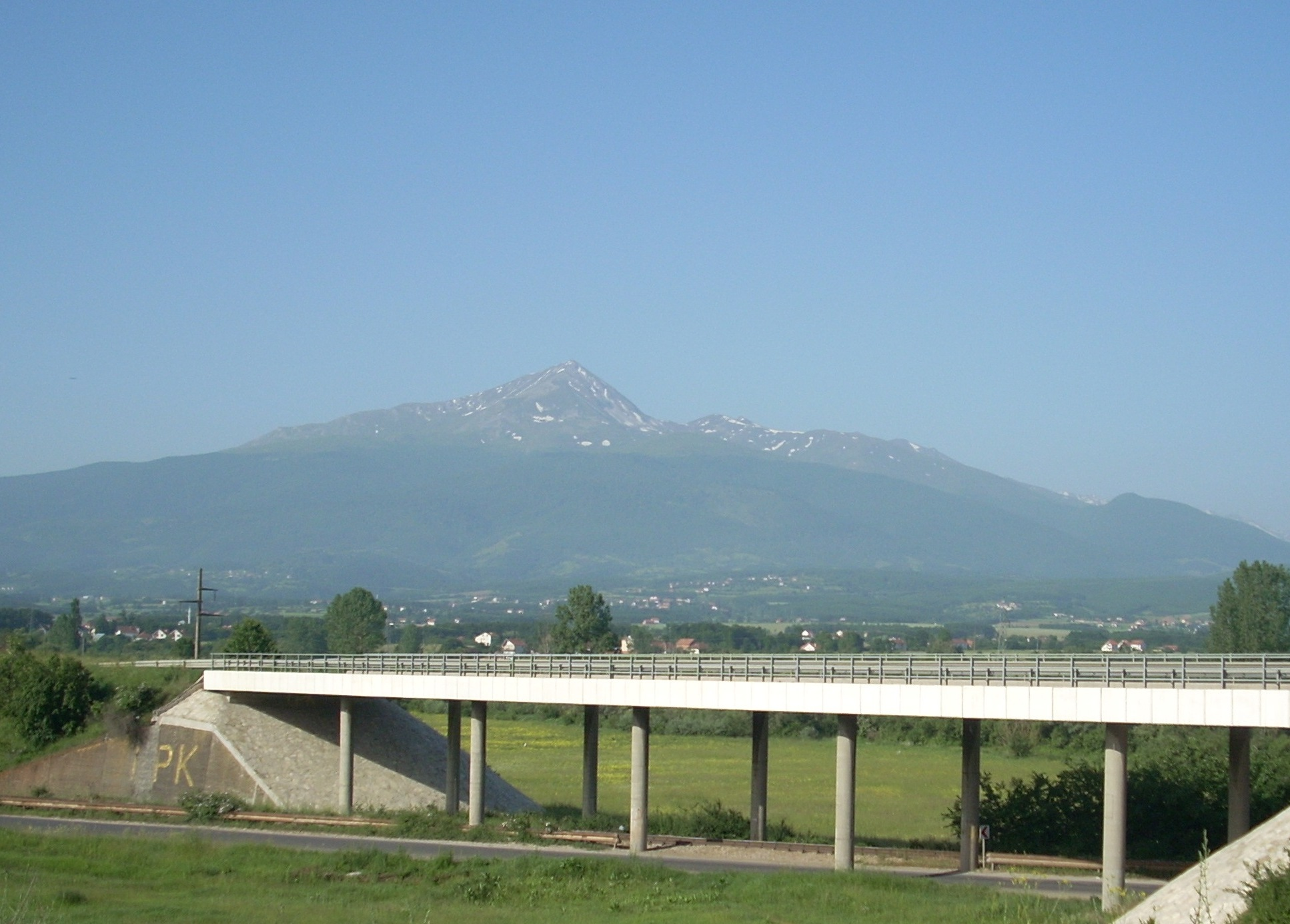

- Datos: Q927599
- Multimedia: Ljuboten Peak / Q927599